# Affichage électoral

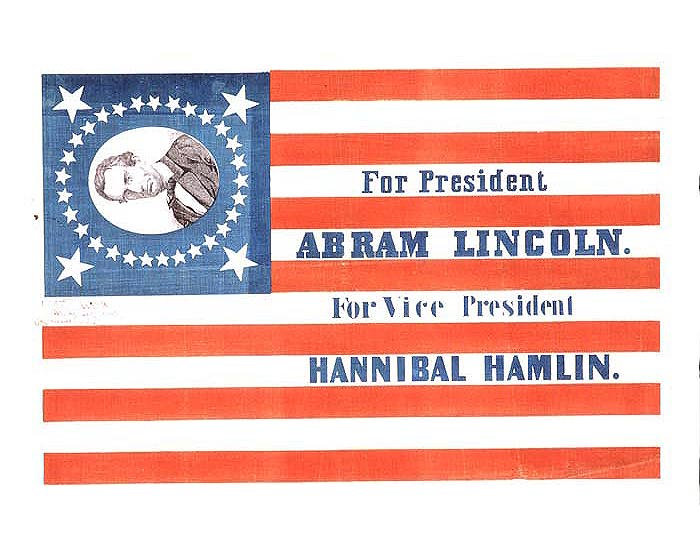
Affiche électorale de 1860 en faveur d'Abraham Lincoln.

L'affichage électoral accompagne les processus d'élection. Il s'agit généralement d'affiches sur papier, mais dans certains pays, des fresques peintes ou des images fixes ou animées sur écrans TV géant, écrans lumineux peuvent être utilisées.
L'affichage électoral semble réglementé dans tous les pays.
Une affiche électorale est une affiche politique visant à favoriser l'élection de la personne ou du groupe qu'elle promeut.
Le fait de recourir à des entreprises privées peut parfois faire évoquer des problèmes de collusion entre l'intérêt public et l'intérêt privé.

## En Belgique

### Les panneaux d'affichage
En Belgique, la réglementation de l'affichage est compétence de chaque commune. Ainsi, lors des élections de 2014, certaines communes ont interdit tout affichage public (à l'instar de Herve en Province de Liège) ou l'ont réglementé en laissant un espace équitable à chaque parti à l'instar de plusieurs communes bruxelloises.

### L'affichage privé
Il est courant que les gens mettent des affiches électorales sur les fenêtres de leur maison ou appartement afin de montrer quel(s) candidat(s) et/ou parti(s) ont leur soutien et ainsi encourager les autres à voter pour eux.

## En France

Panneaux électoraux dans le Sud-Ouest pour les élections européennes de 2014.

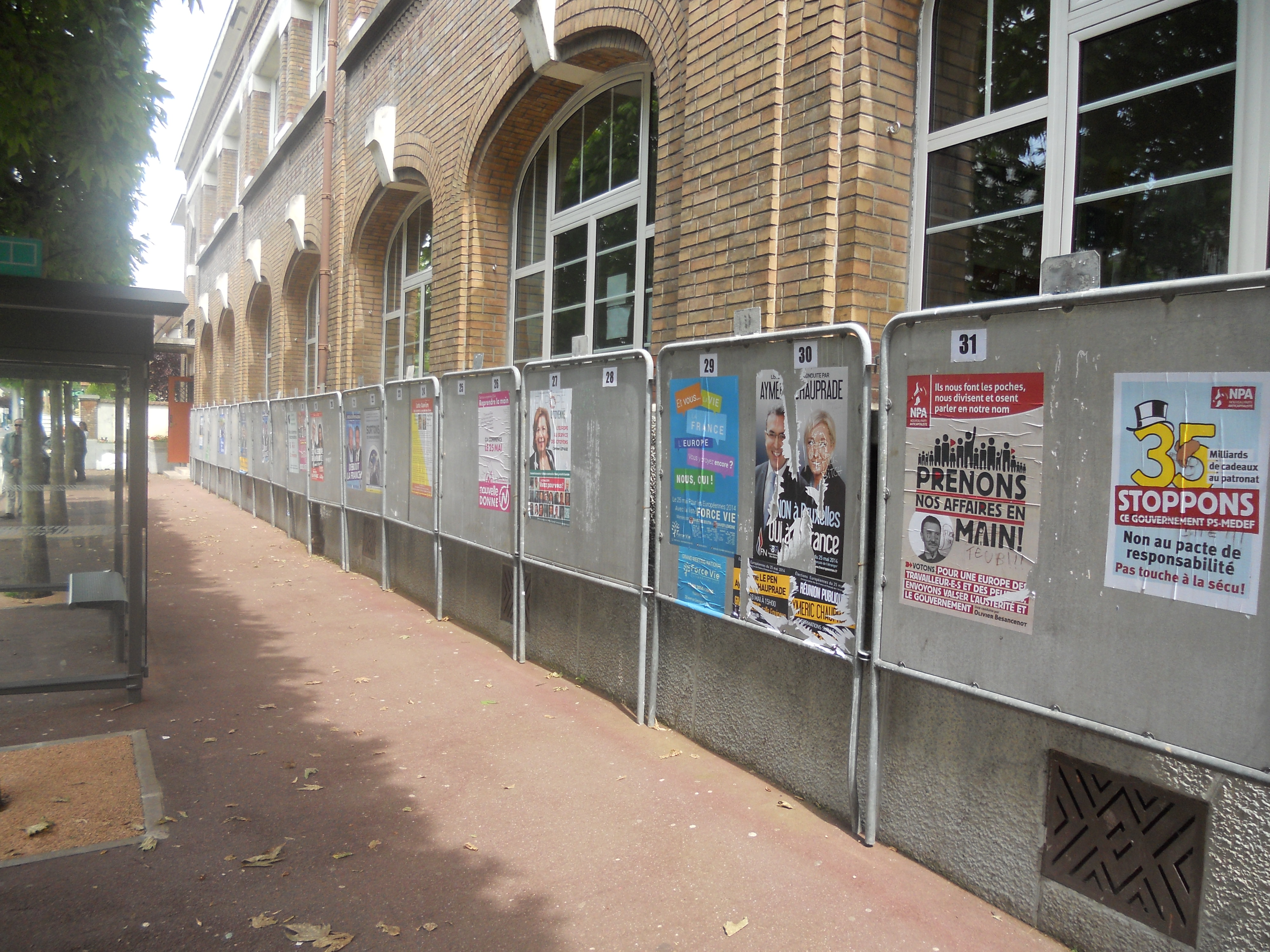
Panneaux électoraux en Île-de-France pour les élections européennes de 2014.

Pendant la durée de la période électorale, dans chaque commune, des emplacements spéciaux sont réservés par l’autorité municipale pour l’apposition des affiches électorales. Dans chacun de ces emplacements, une surface égale est attribuée à chaque candidat, chaque binôme de candidats ou à chaque liste de candidats.
Les communes peuvent en disposer d'autres à divers endroits du territoire communal.
Le panneau « 0 » sert pour l'affichage officiel dont l'affiche est toujours de couleur blanche. Dans certains villages, ce sont souvent des murs (segmentés par de simples bandes de peinture blanche ou noire) qui font office de panneaux électoraux.
Pendant les six mois précédant le premier jour du mois d'une élection et jusqu'à la date du tour de scrutin où celle-ci est acquise, l'apposition d'affiches électorales est également autorisée sur les panneaux d'affichage libre lorsqu'il en existe.
De plus, pour cette élection, le coût du papier, l’impression et les frais d’apposition sont pris en charge par l’État.
Les dimensions des affiches sont réglementées. L'utilisation des couleurs bleu, blanc et rouge juxtaposées est interdite, sauf s'il s'agit de la reproduction d'un logo de parti politique.
En France, l’article 17 de la loi du 29 juillet 1881 sur la liberté de la presse sanctionne toutes personnes qui enlèvent, déchirent, recouvrent ou altèrent "par un procédé quelconque, de manière à les travestir ou à les rendre illisibles" les affiches électorales.